# Beslan Butba
Beslan Butba (abchasisch Беслан Быҭәба/Beslan Bytuba, russisch Беслан Бутба/Beslan Butba; * 7. Februar 1960 in Tschlou, Rajon Otschamtschire, Abchasische ASSR, Georgische SSR, Sowjetunion) ist ein abchasischer Bau- und Medienunternehmer sowie Politiker.

## Leben
Beslan Butba ging in seinem Heimatdorf Tschlou und der abchasischen Hauptstadt Sochumi zur Schule. Danach studierte er Bauingenieurwesen in Moskau, wo er nach Abschluss des Studiums 1983 zunächst auch arbeitete. Nach dem Ende des realsozialistischen Systems in der Sowjetunion war er in der privaten Bauwirtschaft tätig. Im Krieg in Abchasien 1992–1993 unterstützte er seine Landsleute durch die Organisation von Hilfstransporten und medizinischer Versorgung von Verwundeten in Moskauer Kliniken. Ende der 1990er Jahre kehrte er aus Moskau nach Abchasien zurück, wo er sich aktiv politisch engagierte. Von 2002 bis 2007 war er Abgeordneter des abchasischen Parlaments. Im September 2007 wurde er zum Vorsitzenden der Partei für wirtschaftliche Entwicklung Abchasiens (Partija ERA) gewählt. Im selben Jahr gründete er den ersten nicht-staatlichen Fernsehsender Abchasiens, Abasa TV. Bei der Präsidentschaftswahl in Abchasien 2009 trat er als Kandidat für das Amt des abchasischen Staatsoberhauptes an.
Zwischen 2012 und 2014 saß Butba erneut als Abgeordneter im abchasischen Parlament. 2013 wurde er zum Sonderbeauftragten des abchasischen Präsidenten für die Zusammenarbeit mit den Ländern Zentral- und Lateinamerikas ernannt. Von 2014 bis 2015 bekleidete er den Posten des Ministerpräsidenten Abchasiens.

## Sonstiges
Seit 2005 ist Butba Präsident des abchasischen Fußballclubs Nart Suchum.